# بين لين (أنغلزي)
بين لين (بالإنجليزية: Pen-Llyn)‏ هي منطقة سكنية تقع في ويلز في أنغلزي.